# 末國誠
末國 誠（すえくに まこと）は、日本のオセロプレイヤー。オセロ連盟認定九段。

## 人物
1997年の世界選手権で二十歳という若さで優勝し、他のプレイヤーからは近年さらに優勝するのではと期待していたが、なかなか優勝できなかったと思いきや、その17年後2014年のバンコクで開催された世界大会で17年ぶりに2度目の優勝を果たした。本人曰く、これまでの優勝よりもうれしいと述べている。
他のプレイヤーからは「終盤の魔術師」と呼ばれている。その名の通り、他のプレイヤーからも恐れられている終盤の強さは九段の中でも抜群。